# Liste der Bodendenkmale in Mixdorf
Die Liste der Bodendenkmale in Mixdorf enthält alle Bodendenkmale der brandenburgischen Gemeinde Mixdorf und ihrer Ortsteile auf der Grundlage der Landesdenkmalliste vom 31. Dezember 2020.
Die Baudenkmale sind in der Liste der Baudenkmale in Mixdorf aufgeführt.
| Gemarkung                   | Flur    | Kurzansprache                                                              | Bodendenkmalnummer | Bemerkung | Bild |
| --------------------------- | ------- | -------------------------------------------------------------------------- | ------------------ | --------- | ---- |
| Mixdorf (Lage)              | 1       | Gräberfeld Bronzezeit, Gräberfeld Eisenzeit, Wüstung deutsches Mittelalter | 90101              |           |      |
| Mixdorf (Lage)              | 1       | Gräberfeld Bronzezeit                                                      | 90103              |           |      |
| Mixdorf (Lage)              | 1, 2, 4 | Dorfkern deutsches Mittelalter, Dorfkern Neuzeit                           | 90105              |           |      |
| Mixdorf, Schernsdorf (Lage) | 6, 4    | Produktionsstätte Neuzeit, Mühle Neuzeit                                   | 90102              |           |      |
| Mixdorf, Schernsdorf (Lage) | 2, 3    | Mühle deutsches Mittelalter, Mühle Neuzeit                                 | 90935              |           |      |